# Grosser Preis des Kantons Aargau 1988
Il Grosser Preis des Kantons Aargau 1988, venticinquesima edizione della corsa, si svolse il 1º agosto su un percorso di 206 km, con partenza e arrivo a Gippingen. Fu vinto dall'olandese Arjan Jagt della Superconfex-Yoko davanti all'italiano Flavio Chesini e al belga Frank Hoste.

## Ordine d'arrivo (Top 10)
| Pos. | Corridore           | Squadra                       | Tempo    |
| ---- | ------------------- | ----------------------------- | -------- |
| 1    | Arjan Jagt          | Superconfex-Yoko              | 4h46'35" |
| 2    | Flavio Chesini      | Alba Cucine-Benotto-Sidermec  | s.t.     |
| 3    | Frank Hoste         | ADR-Anti-M-Enerday            | s.t.     |
| 4    | Maurizio Fondriest  | Alfa Lum-Legnano-Ecoflam      | s.t.     |
| 5    | Marco Vitali        | Atala-Ofmega                  | s.t.     |
| 6    | Adrie van der Poel  | PDM-Ultima-Concorde           | s.t.     |
| 7    | Othmar Häfliger     | Weinmann-La Suisse            | s.t.     |
| 8    | Luciano Boffo       | Alfa Lum-Legnano-Ecoflam      | s.t.     |
| 9    | Alfred Achermann    | Kas-Canal 10                  | s.t.     |
| 10   | Rudy Van Der Haegen | Eurotop Keuken-Arkel-Multifax | s.t.     |